# 외국어능력시험
외국어능력시험(Foreign Language EXamination, FLEX)는 한국외국어대학교와 대한상공회의소가 주관하는 어학 능력 평가 시험이다.

## 언어
영어, 프랑스어, 독일어, 러시아어, 스페인어, 중국어, 일본어를 정기시험으로 보고 있으며, 그 외에 수시 시험으로 튀르키예어, 힌디어(인도), 베트남어, 불가리아어, 세르비아어, 포르투갈어(브라질), 스웨덴어, 폴란드어, 루마니아어, 체코어, 헝가리어, 태국어, 스와힐리어, 이탈리아어, 말레이어(말레이시아·인도네시아), 아랍어, 네덜란드어, 페르시아어(이란), 카자흐어, 우즈벡어, 그리스어 등을 시험한다.
영어, 중국어, 일본어, 스페인어, 프랑스어, 독일어, 러시아어 7개 언어 시험은 국가 공인 자격 인증을 받았다.
정기시험 시행 언어인 영어, 프랑스어, 독일어, 러시아어, 스페인어, 중국어, 일본어는 응시자격에 특별한 제한이 없으며, 각 회차별 접수기간에 개인별로 시험에 접수응시 하면 된다. 하지만 7개 언어 이외에 수시시험으로 진행되는 기타언어들의 경우 개인자격으로는 응시가 불가능하며, 정부기관이나 기업체의 요청에 의해서 위탁시험의 형태로만 치러진다.

## 같이 보기
- TOEIC
- TOEFL
- TEPS
- G-TELP
- OPIc
- TOSEL
- IELTS
- SNULT